# Joachim Friedrich Zoch
Joachim Friedrich Zoch (* 21. September 1750 in Ribnitz; † 2. April 1833 in Rostock) war ein deutscher Jurist und von 1803 bis 1833 Bürgermeister der Stadt Rostock.

## Leben
Joachim Friedrich Zoch besuchte die Große Stadtschule Rostock und studierte anschließend Rechtswissenschaften an der Universität Rostock. Zum Anfang seiner beruflichen Laufbahn arbeitete er als Advokat am Städtischen Obergericht. 1781 promovierte er und bekam das Recht, an der Universität zu lehren. Zoch las über das Rostocker Stadtrecht und Kriminalrecht. 1785 wurde er Senator.
Ab 1793 arbeitete Johann Friedrich Zoch als Stadtsyndikus, wurde 1803 Zweiter und 1804 Erster Bürgermeister von Rostock. Beim Hof- und Landgericht in Güstrow war er Vertreter der Stadt Rostock. 1822 wurde Zoch Mitglied des Mecklenburgischen Patriotischen Vereins. Zoch erwarb sich große Anerkennung in der Rostocker Bevölkerung wegen seiner klugen Politik während der schwierigen französischen Besatzungszeit 1806–1813.
Nach Zoch ist eine Straße der Kröpeliner-Tor-Vorstadt in Rostock benannt.

## Werke
Grundlinien zur Prüfung und Würdigung wichtiger Angelegenheiten der Stadt Rostock, Rostock, Müller, 1810